# Товарищество собственников недвижимости
Товарищество собственников недвижимости (ТСН) — организационно-правовая форма некоммерческих организаций. Согласно части первой Гражданского кодекса РФ это «добровольное объединение собственников недвижимого имущества (помещений в здании, в том числе в многоквартирном доме, или в нескольких зданиях, жилых домов, дачных домов, садоводческих, огороднических или дачных земельных участков и т. п.), созданное ими для совместного владения, пользования и в установленных законом пределах распоряжения имуществом (вещами), в силу закона находящимся в их общей собственности или в общем пользовании, а также для достижения иных целей, предусмотренных законами» (п. 1 ст. 123.12).
С появлением ТСН нормы, регулирующие деятельность товарищества собственников жилья (ТСЖ), не отменяются. Деятельность ТСЖ по-прежнему основывается на жилищном законодательстве — Жилищном кодексе РФ (его нормы выступают специальными по отношению к общим положениям гражданского законодательства о ТСН).
В соответствии с законодательством РФ в устав ТСН следует включать данные:
- о его наименовании, содержащем словосочетание «товарищество собственников недвижимости»;
- его местонахождении;
- предмете и целях деятельности этого товарищества;
- составе и компетенции его органов;
- порядке принятия решений такими органами, в том числе по проблемам, решения по которым принимаются единогласно либо квалифицированным большинством голосов;
- другой информации, предусмотренной законом.

Товарищество не отвечает по обязательствам своих членов, а последние не отвечают по обязательствам ТСН. ТСН может быть преобразовано в потребительский кооператив по решению собственных членов.

## Способы управления многоквартирным домом
По современному законодательству РФ существуют такие способы управления многоквартирным домом.
1. Непосредственное управление собственниками помещений в многоквартирном доме, включающем не более 30 квартир.
2. Управление с помощью ТСЖ либо жилищного кооператива или иного специализированного потребительского кооператива.
3. Управление посредством управляющей организации.
4. Управление ТСН.